# Arthur Ripley
Arthur Ripley, nato Arthur DeWitt Ripley  (New York, 12 gennaio 1897 – Los Angeles, 13 febbraio 1961), è stato uno sceneggiatore, regista e produttore cinematografico statunitense.

## Biografia
Arthur DeWitt Ripley inizia a lavorare fra la fine degli anni dieci e i primi anni venti come scrittore di gag per la Metro prima e la Keystone dopo. Nel 1923 lui e Frank Capra ebbero da Mack Sennett l'incarico di sviluppare un buon personaggio comico per l'attore Harry Langdon e la loro operazione ebbe successo tanto che i film scritti da loro e diretti da Harry Edwards divennero molto popolari. Quando poi nel 1926 l'attore lasciò Sennet per fondare una casa di produzione propria prese sceneggiatori e registi con sé. Tuttavia questa nuova situazione non durò a lungo e alla fine le loro strade si separarono e la carriera di Ripley come sceneggiatore ebbe una battuta d'arresto piuttosto forte. Scrisse saltuariamente, anche per la tv, fino agli anni cinquanta e diresse una ventina di pellicole.
Nel 1961 morì di cancro.

## Filmografia parziale

### Regista
- Alias Jimmy Valentine, co-regia di Edmund Mortimer (1920)
- Hooked at the Altar, co-regia di Wesley Ruggles (1926)
- Problemi di cuore (Heart Trouble), co-regia di Harry Langdon (1928)
- A Wrestler's Bride, co-regia di Babe Stafford (1933)
- The Pharmacist
- The Barber Shop
- Counsel on De Fence (1934)
- In the Dog House
- Shivers (1934)
- South Seasickness (1935)
- The Leather Necker (1935)
- Edgar Hamlet (1935)
- In Love at 40 (1935)

- Will Power (1936)

- Ho ritrovato il mio amore (I Met My Love Again), co-regia di Joshua Logan (1938)
- Scrappily Married (1940)
- L'isola maledetta (Prisoner of Japan) (1942)
- Voice in the Wind (1944)
- Incatenata (The Chase) (1946)
- Il contrabbandiere (Thunder Road) (1958)

### Sceneggiatore
- His Busted Trust, regia di Edward F. Cline (1916)
- The Third Generation, regia di Henry Kolker (1920)
- Life's Darn Funny, regia di Dallas M. Fitzgerald (1921)
- A Lady of Quality, regia di Hobart Henley (1924)
- Wandering Waistlines, regia di Ralph Ceder (1924)

- Shannon of the Sixth, regia di George Melford (1914)

### Direttore della fotografia
- A Celebrated Case, regia di George Melford (1914)
- Shannon of the Sixth, regia di George Melford (1914)
- Should a Mother Tell, regia di J. Gordon Edwards (1915)
- Dr. Rameau, regia di Will S. Davis (1915)
- The Wonderful Adventure, regia di Frederick A. Thomson (1915)
- Blindness of Devotion, regia di J. Gordon Edwards (1915)
- A Price for Folly, regia di George D. Baker (1915)
- The Green-Eyed Monster, regia di J. Gordon Edwards (1916)

### Produttore
- Il contrabbandiere (Thunder Road), regia di Arthur Ripley (1958)